# River Pongo
River Pongo är ett vattendrag i Sydsudan.   Det ligger i delstaten Northern Bahr el Ghazal, i den nordvästra delen av landet, 600 kilometer nordväst om huvudstaden Juba.